# Tim Merlier
Tim Merlier (Wortegem-Petegem, 30 de octubre de 1992) es un ciclista belga, miembro del equipo Soudal Quick-Step. Combina la ruta con el ciclocrós.

## Trayectoria
Obtuvo su primera victoria como profesional imponiéndose al esprint en la clásica Gran Premio de la Villa de Zottegem en el año 2016, en las filas del equipo Crelan-Vatstgoedservice. En la temporada 2018 y con la nómina del equipo Vérandas Willems-Crelan, logró dos victorias de etapa en la Vuelta a Dinamarca, ambas al esprint: la tercera terminada en Vordingborg y la quinta con llegada en Frederiksberg, donde su compañero Wout van Aert se coronó campeón de la clasificación general. Ya en 2019 disputó la clásica Elfstedenronde, donde se batió en un duelo contra Fabio Jakobsen y Jasper Philipsen, alzándose con el triunfo. En el mes de junio, en el marco del Campeonato de Bélgica de Ciclismo en Ruta, en las filas del equipo Corendon, sorprendió a Timothy Dupont y a van Aert y se coronó campeón nacional.
Disputó el Tour de Alsacia, obtuvo dos victorias de etapa: la dos y la cinco; adicionalmente, ganó la clasificación de los puntos con un total de 78. Se impuso al esprint en la quinta jornada de la Vuelta a Dinamarca, superando a Bryan Coquard y a Jasper De Buyst.
Compitió en la clásica Kuurne-Bruselas-Kuurne y finalizó en el puesto 25 a tres segundos del vencedor. La primera victoria del año 2020 la consiguió en la cuarta fracción del Tour de Antalya, derrotando al italiano Filippo Fortin y al alemán Lucas Carstensen, justo antes del parón obligado por la pandemia de COVID-19. Regresó a la competencia en la clásica Dwars door het Hageland; allí cruzó la meta en la quinta posición.Disputó el Tour de Valonia; en la jornada inicial alcanzó el tercer puesto. Completó las cuatro etapas y se clasificó en la casilla 91 de la general. Ganó la Brussels Cycling Classic, venció en el esprint al italiano Davide Ballerini y al francés Nacer Bouhanni, segundo triunfo de una temporada atípica. Ya en el mes de septiembre compitió en la Tirreno-Adriático, lo intentó en la segunda fracción finalizada en Follonica y terminó en quinto puesto. Obtuvo la victoria de la sexta etapa con llegada al esprint en Senigallia; sería la tercera de la temporada.
Participó en el Binckbank Tour; sus mejores resultados se dieron en la fracción inicial, con el décimo puesto y en la tercera jornada, ingresando en el top-5. Cerró el año 2020 disputando algunas clásicas europeas, donde obtuvo estos resultados: Gante-Wevelgem, puesto 27; Scheldeprijs, cuarto lugar; y finalmente en la Tres Días de Brujas-La Panne, tercer puesto.
Dio inicio a la temporada 2021 con la clásica Kuurne-Bruselas-Kuurne, ingresando en el 38.º lugar. Logró su primera victoria en 2021, al imponerse en el embalaje final de la clásica Le Samyn, gracias al lanzamiento de su compañero Mathieu van der Poel. Se quedó con el triunfo en el Gran Premio Jean Pierre Monseré, superando al británico Mark Cavendish y al belga Timothy Dupont. Sus mejores posiciones en la Tirreno-Adriático las consiguió en la jornada inicial, con la casilla seis, y en la sexta fracción, séptimo lugar. Gracias a un trabajo excepcional de lanzamiento por parte de su compañero Jonas Rickaert, dio un golpe de poder en el embalaje de la Bredene-Koksijde Classic y alcanzó su tercera victoria de la temporada con el equipo Alpecin-Fenix. Disputó también otras clásicas europeas, con los siguientes resultados: Gante-Wevelgem, puesto 34, A Través de Flandes, tercer lugar del podio, y en la Scheldeprijs casilla 68.
Debutó en el Giro de Italia y consiguió su primera victoria en una gran vuelta en la segunda etapa con llegada en Novara, derrotando a los italianos Giacomo Nizzolo y Elia Viviani. Lo intentó de nuevo en la séptima fracción con final en Térmoli; se quedó con la tercera plaza. En conjunto con su equipo Alpecin-Deceuninck y debido a fatiga acumulada, tomó la decisión de abandonar la competencia y no tomar la partida de la undécima etapa; era la primera vez que competía durante 10 días seguidos. En el mes de junio disputó la Dwars door het Hageland; finalizó en el noveno lugar.Debió conformarse con el segundo lugar en la quinta y última jornada de la Vuelta a Bélgica, superado solamente por Mark Cavendish. En la misma temporada 2021 hizo también su debut en el Tour de Francia, aprovechó muy bien su tren de lanzamiento y alcanzó el triunfo en la tercera etapa caracterizada por múltiples caídas en el tramo final en Pontivy. Con esta victoria se convirtió en el primer ciclista belga en ganar una etapa del Giro de Italia y otra del Tour de Francia en el mismo año, logro que no se alcanzaba desde el 2001 con Rik Verbrugghe. Ya en la sexta jornada con llegada en Châteauroux, cruzó la meta en el puesto siete. Abandonó la competencia durante la novena fracción.
Disputó la Brussels Cycling Classic y finalizó en el séptimo lugar a 2'16" del vencedor del día. Ganó dos etapas en el Tour del Benelux: la fracción inicial que finalizó en Dokkum, donde se adueñó también del primer maillot de líder, y la cuarta jornada donde venció al danés Mads Pedersen y al neerlandés Danny van Poppel en Ardooie. Cerró su temporada compitiendo en la Primus Classic, 69.º lugar, y debutó en la clásica monumento París-Roubaix, casilla 46.
Inició su calendario de competencias de 2022 con la Vuelta al Algarve; su mejor resultado estuvo en la tercera etapa con llegada en Faro, donde finalizó en el segundo lugar, superado solo por Fabio Jakobsen. Por tercer año consecutivo compitió en la Kuurne-Bruselas-Kuurne; allí terminó en el decimosegundo puesto.

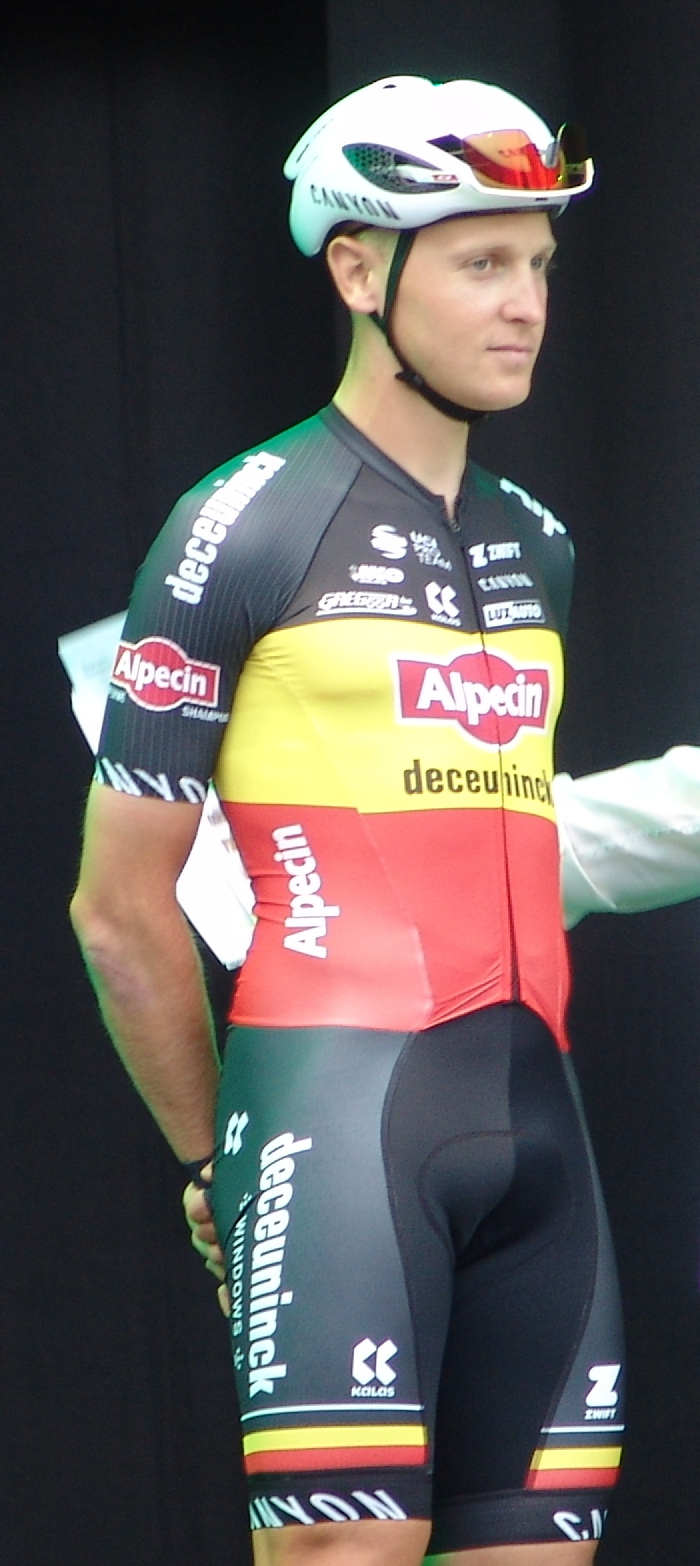
Tim Merlier Belgisch kampioen Herentals 2022

Consiguió la primera victoria de la temporada en la segunda jornada de la Tirreno-Adriático, ganando al esprint en Sovicille, venciendo a Olav Kooij y a Kaden Groves. Lo intentó al día siguiente en la tercera fracción en Terni, pero solo alcanzó al quinto lugar. Disputó la clásica Nokere Koerse y se adjudicó la victoria en un esprint largo, superando al alemán Max Walscheid y al belga Arnaud De Lie. Asistió como campeón defensor a la Bredene Koksijde, donde debió conformarse con el tercer lugar. Alcanzó la tercera victoria de la temporada en la Clásica Brujas-La Panne, con un final al esprint decidido por foto finish, superando al neerlandés Dylan Groenewegen y al francés Nacer Bouhanni. Estos son los resultados de otras clásicas europeas que disputó: la Gante-Wevelgem, sexto lugar; la Scheldeprijs, noveno puesto; segunda participación en la clásica monumento París-Robaix, casilla 40; en la Brussels Cycling Classic, puesto 23; y en la Dwars door het Hageland, puesto 51.
Participó en el Tour de Eslovenia y en el Tour de Valonia, pero sin resultados para resaltar en ambas competencias. Se coronó campeón por segunda ocasión del Campeonato de Bélgica en Ruta, llevado a cabo en Middelkerke. Logró la tercera posición en el Campeonato Europeo en Ruta celebrado en Múnich, con un recorrido de 207,9 kilómetros; el podio lo completó Fabio Jakobsen, primer lugar, y el francés Arnaud Démare, segundo puesto.
Debutó en la Vuelta a España y se metió en el tercer lugar del podio de la segunda etapa disputada en Utrecht. Ingresó en el sexto lugar en la tercera jornada disputada en Breda. Volvió a intentarlo al esprint en la etapa once finalizada en Cabo de Gata; cruzó la meta en la tercera posición, por detrás de Kaden Groves, primer lugar, y de Danny van Poppel, segundo puesto. Completó las veintiuna etapas y llegó a Madrid en la casilla 132 de la general, finalizando por primera vez una gran vuelta. Cerró la temporada y la permanencia con el equipo Alpecin-Deceuninck con la victoria en el Memorial Rik Van Steenbergen, imponiéndose en el esprint frente a Mark Cavendish y Dylan Groenewegen.
Con su llegada al Soudal Quick-Step, se identificó como uno de los fichajes más sonados de los equipos UCI WorldTour para la temporada 2023. Consiguió su primera victoria en las filas del equipo Soudal, imponiéndose en el embalaje de la fracción inicial del Tour de Omán frente al neerlandés David Dekker y al francés Axel Zingle; fue además el primer líder de la competencia. Continuó su paso por territorio asiático compitiendo en el UAE Tour, donde logró un nuevo triunfo en el embalaje de la fracción inicial que debió decidirse con foto finish, derrotando al australiano Caleb Ewan y al británico Mark Cavendish. La segunda jornada de contrarreloj por equipos fue ganada por el Soudal-Quick Step con un tiempo de 18'17".

## Palmarés

### Ruta
| 2016 - Gran Premio de la Villa de Zottegem 2018 - 2 etapas de la Vuelta a Dinamarca 2019 - Elfstedenronde - Campeonato de Bélgica en Ruta - 2 etapas del Tour de Alsacia - 1 etapa de la Vuelta a Dinamarca 2020 - 1 etapa del Tour de Antalya - Brussels Cycling Classic - 1 etapa de la Tirreno-Adriático 2021 - Le Samyn - Gran Premio Jean-Pierre Monseré - Bredene Koksijde Classic - 1 etapa del Giro de Italia - Tour de Limburgo - Elfstedenronde - 1 etapa del Tour de Francia - 2 etapas del Tour del Benelux 2022 - 1 etapa de la Tirreno-Adriático - Nokere Koerse - Clásica Brujas-La Panne - Campeonato de Bélgica en Ruta - 3.º en el Campeonato Europeo en Ruta - Memorial Rik Van Steenbergen | 2023 - 1 etapa del Tour de Omán - 2 etapas del UAE Tour - 1 etapa de la París-Niza - Nokere Koerse - 1 etapa de los Cuatro Días de Dunkerque - 2 etapas del Tour de Polonia - Gran Premio de Fourmies - 2 etapas del Tour de Eslovaquia 2024 - 2 etapas del AlUla Tour - 3 etapas del UAE Tour - Nokere Koerse - Scheldeprijs - 3 etapas del Giro de Italia - 2 etapas de la Vuelta a Bélgica - 1 etapa del Tour de Polonia - Campeonato Europeo en Ruta - Campeonato de Flandes - Gooikse Pijl 2025 - 2 etapas del AlUla Tour - 2 etapas del UAE Tour - 2 etapas de la París-Niza - Scheldeprijs - Brussels Cycling Classic - 2 etapas de la Vuelta a Bélgica - 2 etapas del Tour de Francia - 1 etapa del Renewi Tour |

### Grava
2023
- 2.º en el Campeonato Europeo en Grava

## Resultados en Grandes Vueltas
| Carrera | Carrera         | 2011 | 2012 | 2013 | 2014 | 2015 | 2016 | 2017 | 2018 | 2019 | 2020 | 2021 | 2022  | 2023 | 2024  | 2025  |
| ------- | --------------- | ---- | ---- | ---- | ---- | ---- | ---- | ---- | ---- | ---- | ---- | ---- | ----- | ---- | ----- | ----- |
|         | Giro de Italia  | —    | —    | —    | —    | —    | —    | —    | —    | —    | —    | Ab.  | —     | —    | 138.º | —     |
|         | Tour de Francia | —    | —    | —    | —    | —    | —    | —    | —    | —    | —    | Ab.  | —     | —    | —     | 148.º |
|         | Vuelta a España | —    | —    | —    | —    | —    | —    | —    | —    | —    | —    | —    | 132.º | —    | —     | —     |

—: no participa
Ab.: abandono